# Мала Нешавка
Мала Нешавка (пол. Mała Nieszawka) — село в Польщі, у гміні Велика Нешавка Торунського повіту Куявсько-Поморського воєводства.
Населення — 2204 особи (2011).
У 1975-1998 роках село належало до Торунського воєводства.

## Демографія
Демографічна структура станом на 31 березня 2011 року:
|          | Загалом | Допрацездатний вік | Працездатний вік | Постпрацездатний вік |
| -------- | ------- | ------------------ | ---------------- | -------------------- |
| Чоловіки | 1100    | 272                | 749              | 79                   |
| Жінки    | 1104    | 244                | 678              | 182                  |
| Разом    | 2204    | 516                | 1427             | 261                  |